# Беляк, Константин Никитович
Константи́н Ники́тович Беля́к (21 января 1916, Петровск-Забайкальский, Забайкальская область — 4 декабря 1997, Москва) — советский и российский государственный деятель, министр машиностроения для животноводства и кормопроизводства СССР.

## Биография
Родился 8 января (21 января по новому стилю) 1916 года на станции Петровский Завод Забайкальской области (ныне — город Петровск-Забайкальский Читинской области) в семье железнодорожного работника. Член ВКП(б)/КПСС с 1942 года. С 14 лет, после окончания фабрично-заводской школы-семилетки, работал в железнодорожном депо учеником слесаря, слесарем и помощником паровозного машиниста паровоза в Улан-Удэ. В 1932—1934 годах учащийся Иркутского рабфака. В 1934—1940 годах студент Томского политехнического института. В эти же годы в Томском аэроклубе окончил парашютное, планерное и пилотское отделения.
В 1940—1947 годах работал на авиационном заводе имени В. П. Чкалова в Новосибирске: мастер, технолог, старший технолог, начальник мастерской, заместитель начальника, начальник цеха. С 1944 года комсорг ЦК ВЛКСМ, заместитель секретаря парткома этого же завода. В 1947—1948 годах слушатель Московской авиационной промышленной академии. В 1948 году, после окончания Московской авиационной промышленной академии, был назначен директором Куйбышевского агрегатного завода.
В 1950 году был направлен в Комсомольск-на-Амуре, где возглавил Авиационный завод. Работа на авиационном заводе Комсомольске-на-Амуре связана с освоением производства первого советского массового реактивного истребителя МиГ-15. Важнейшим направлением технологии организации производства самолёта МиГ-15 было внедрение поточно-стендовой сборки агрегатов практически во всех сборочных цехах. Технология сборочных работ была направлена на сокращение технологического цикла. Это достигалось рядом мероприятий, в числе которых вынесение монтажных работ «на верстак». Под руководством К. Н. Беляка были переоборудованы и разукрупнены цехи подготовки производства, механообрабатывающие, заготовительно-штамповочные и агрегатно-сборочные. Завод пополнился новым технологическим оборудованием, повысилась культура производства.
В 1955—1957 годах директор авиационного завода в Воронеже. Организатор производства военных самолётов семейств МиГ, Ту, Ан. В 1957—1962 годах председатель Воронежского, а с 1962 года — Центрально-Чернозёмного совнархозов, инициатор программ развития машиностроения для сельского хозяйства.
С 1965 года заместитель, с 1966 года первый заместитель министра тракторного и сельскохозяйственного машиностроения СССР, а с октября 1973 года министр машиностроения для животноводства и кормопроизводства СССР.
С января 1986 года — персональный пенсионер союзного значения. Кандидат в члены ЦК КПСС (1976). Член ЦК КПСС (1976—1986). Депутат Совета Союза Верховного Совета СССР 6 созыва (1962—1966) от Воронежской области и 9-11 созывов (1974—1989) от Молдавской ССР. Депутат Верховного Совета РСФСР.

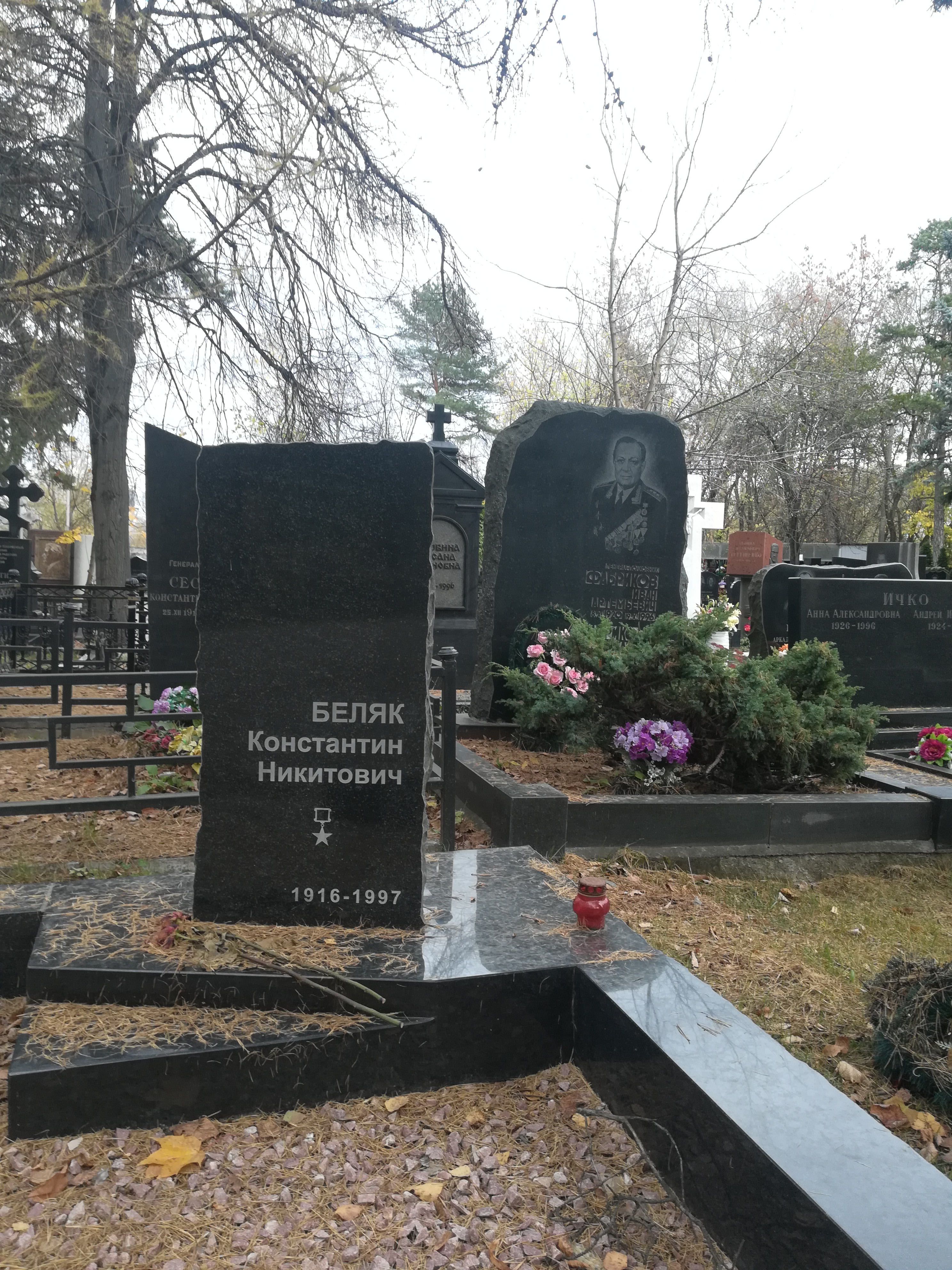
Могила К. Беляка

Жил в Москве. Скончался 4 декабря 1997 года (по другим данным умер в 1998 году). Похоронен на Кунцевском кладбище в Москве.

## Награды
Указом Президиума Верховного Совета СССР от 10 марта 1981 года за заслуги перед Советским государством в развитии сельскохозяйственного машиностроения и большой вклад в обеспечение досрочного выполнения заданий десятого пятилетнего плана по производству техники для животноводства и кормопроизводства Беляку Константину Никитовичу присвоено звание Героя Социалистического Труда с вручением ордена Ленина и золотой медали «Серп и Молот».
Награждён:
- тремя орденами Ленина (в том числе 7.01.1976, 10.03.1981),
- орденом Октябрьской Революции,
- двумя орденами Трудового Красного Знамени (в том числе 7.01.1966),
- орденом Красной Звезды,
- орденом «Знак Почёта»,
- медалью «За доблестный труд в Великой Отечественной войне 1941—1945 гг.»,
- другими медалями.

Лауреат Ленинской премии.